# Нахабіно
Наха́біно (рос. Нахабино) — селище міського типу в Красногорському районі Московської області, адміністративний центр муніципального утворення «Міське поселення Нахабіно».
Населення — 34,7 тис. жителів (2010 рік): найнаселеніше селище міського типу в Московській області.
Розташований на Волоколамському шосе, за 16 км на захід від МКАД.

## Історія
Нахабіно відомо як село з 1482 р., коли належало боярам Плещеєвим. У 1534 у село було продане Троїце-Сергієвому монастирю. Назва «Нахабіно» походить, за однією версією, від назви найстарішої річки Нахабіно (Нахабінки), за іншою — старішою версією, назва походить від староросійського слова хаб — «яр, канава», тобто Нахабіно — «на хабі», поселення на яру.
У 1933 у на полігоні в Нахабіно були запущені перші радянські ракети ГВРР-9 і ГВРР-10. В кінці 1930-х років тут знімався легендарний фільм за повістю Аркадія Гайдара «Тимур і його команда», у ролі піонерів з команди Тимура знімалися діти іспанських комуністів. В останні роки тут в 6-му навчальному центрі інженерних військ Росії знімається телевізійний серіал «Солдати».
Статус селища міського типу — з 1938 р..
У 2005 році в ході муніципальної реформи було утворено муніципальне утворення — міське поселення Нахабіно, до складу якого крім самого Нахабіно включені села Желябіно, Козино і Нефедьєво.

## Економіка
Серед підприємств селища — меблеве виробництво, залізничне депо, 542-й завод інженерних військ, 175-й деревообробний комбінат, асфальтобетонний завод. Розвивається технопарк «Нахабіно» (підприємства, що працюють тут, випускають вироби зі штучного каменю, меблі, контейнери для дизель-генераторів, стабілізатори напруги та ін). Також у Нахабіно розташований 15 Центральний науково-дослідний випробувальний інститут імені Д. М. Карбишева (15-й ЦНІІІ Міноборони).

## Транспорт
Залізнична станція Нахабіно знаходиться на лінії Москва — Рига. Поїзди прибувають з Ризького і Курського вокзалів.
До 2000 року існувала гілка до Павловської Слободи, надалі рух по ній був припинений, а колія розібрана.

## Культура, пам'ятки
У Нахабіно збереглися залишки будівель садиби Болдіно (середина XIX століття): два флігелі і частина пейзажного парку зі ставком.
У селищі знаходиться ряд православних церков сучасної споруди: церква-каплиця Новомучеників Красногорських, церква Покрови Пресвятої Богородиці, церква Максима Сповідника, церква Георгія Побідоносця, Храм Данила Московського (на території військової частини інженерних військ).
Поруч з Нахабіно, поблизу села Желябіно, знаходиться гольф-клуб Le Meridien Moscow Country Club з єдиним в Росії 18-ямковим полем.